# Scyllarinae
Sous-famille
Les Scyllarinae sont une sous-famille de crustacés de l'ordre des Décapodes et de la famille des Scyllaridae.

## Liste des genres
Selon BioLib (27 mai 2025) :
- Acantharctus Holthuis, 2002
- Antarctus Holthuis, 2002
- Bathyarctus Holthuis, 2002
- Biarctus Holthuis, 2002
- Biarctus Holthuis, 2002
- Chelarctus Holthuis, 2002
- Crenarctus Holthuis, 2002
- Eduarctus Holthuis, 2002
- Galearctus Holthuis, 2001
- Gibbularctus Holthuis, 2002
- Petrarctus Holthuis, 2002
- Remiarctus Holthuis, 2002
- Scammarctus Holthuis, 2002
- Scyllarus Fabricius, 1775